# Micralestes pabrensis
Micralestes pabrensis är en fiskart som först beskrevs av Roman, 1966.  Micralestes pabrensis ingår i släktet Micralestes och familjen Alestidae. IUCN kategoriserar arten globalt som livskraftig. Inga underarter finns listade i Catalogue of Life.